# Vaucouleurs

Vaucouleurs este o comună în departamentul Meuse din nord-estul Franței. În 2010 avea o populație de 2.054 de locuitori.

## Evoluția populației
| An        | 1975  | 1982  | 1990  | 1999  | 2006  | 2010  |
| --------- | ----- | ----- | ----- | ----- | ----- | ----- |
| Populație | 2.554 | 2.511 | 2.401 | 2.289 | 2.141 | 2.054 |